# UEFA Champions League 2002-2003 (seconda fase a gironi)
La seconda fase a gruppi della Champions League 2002-2003 si è svolta dal 26 novembre 2002 al 19 marzo 2003. Hanno avuto accesso a tale fase i vincenti e i secondi classificati degli otto gironi della prima fase a gruppi. Le squadre sono state sorteggiate in quattro gruppi da quattro squadre, che si sono scontrate in gare di andata e ritorno, al termine delle quali avanzavano alla fase ad eliminazione diretta le prime due classificate di ciascun girone. Come sempre vengono assegnati tre punti in caso di vittoria, uno in caso di pareggio e zero in caso di sconfitta.
In caso di parità di punteggio nella classifica, i criteri seguiti erano (nell'ordine):
1. Punti ottenuti negli scontri diretti (classifica avulsa);
2. Maggior numero di gol segnati negli scontri diretti;
3. Maggior numero di gol segnati in trasferta negli scontri diretti;
4. Differenza reti generale;
5. Maggior numero di gol segnati;
6. Coefficiente UEFA

## Squadre
Le squadre vincitrici degli otto gironi della prima fase sono state poste in due fasce in base al loro coefficiente UEFA, con le squadre con il punteggio più alto in prima fascia, mentre le squadre seconde classificate sono state poste nelle fasce 3 e 4, sempre in base al loro coefficiente UEFA. Non potevano essere sorteggiate nello stesso girone squadre della stessa federazione o che si fossero già scontrate nella prima fase.
| Legenda                                                                                      |
| -------------------------------------------------------------------------------------------- |
| Primi e secondi classificati (alla fase ad eliminazione diretta fase a eliminazione diretta) |
| Terzi e Quarti classificati (eliminati)                                                      |

| Squadre        | Coeff   |
| Urna 1         | Urna 1  |
| -------------- | ------- |
| Real Madrid    | 147.223 |
| Manchester Utd | 125.729 |
| Barcellona     | 115.233 |
| Valencia       | 106.233 |

| Squadre  | Coeff  |
| Urna 2   | Urna 2 |
| -------- | ------ |
| Juventus | 91.334 |
| Arsenal  | 90.729 |
| Inter    | 88.334 |
| Milan    | 69.334 |

| Squadre             | Coeff  |
| Urna 3              | Urna 3 |
| ------------------- | ------ |
| Deportivo La Coruña | 82.233 |
| Bayer Leverkusen    | 81.495 |
| Roma                | 77.334 |
| Borussia Dortmund   | 73.495 |

| Squadre         | Coeff  |
| Urna 4          | Urna 4 |
| --------------- | ------ |
| Lokomotiv Mosca | 57.645 |
| Ajax            | 48.082 |
| Newcastle Utd   | 43.729 |
| Basilea         | 14.312 |

## Sorteggio
| Gruppo | 1ª fascia      | 2ª fascia | 3ª fascia           | 4ª fascia       |
| ------ | -------------- | --------- | ------------------- | --------------- |
| A      | Barcellona     | Inter     | Bayer Leverkusen    | Newcastle Utd   |
| B      | Valencia       | Arsenal   | Roma                | Ajax            |
| C      | Real Madrid    | Milan     | Borussia Dortmund   | Lokomotiv Mosca |
| D      | Manchester Utd | Juventus  | Deportivo La Coruña | Basilea         |

### Gruppo A
| Squadra          | PT | G | V | N | P | F  | S  | DR  |
| ---------------- | -- | - | - | - | - | -- | -- | --- |
| Barcellona       | 16 | 6 | 5 | 1 | 0 | 12 | 2  | +10 |
| Inter            | 11 | 6 | 3 | 2 | 1 | 11 | 8  | +3  |
| Newcastle Utd    | 7  | 6 | 2 | 1 | 3 | 10 | 13 | -3  |
| Bayer Leverkusen | 0  | 6 | 0 | 0 | 6 | 5  | 15 | -10 |

| Arbitro: | Bré |

|            |           |                                             |
| Solano 72’ | Marcatori | 2’ Morfeo 35’ Almeyda 45’ Crespo 81’ Recoba |

| Arbitro: | Kyros Vassaras |

|              |           |                          |
| Berbatov 39’ | Marcatori | 48’ Saviola 88’ Overmars |

| Arbitro: | Dallas |

|                                    |           |                         |
| Di Biagio 15’, 27’ Butt 80’ (aut.) | Marcatori | 63’ Živković 90’ França |

| Arbitro: | Frank De Bleeckere |

|                                       |           |                |
| Dani 7’ Kluivert 35’ Thiago Motta 58’ | Marcatori | 24’ Sh. Ameobi |

| Arbitro: | Frisk |

|                                  |           |  |
| Saviola 7’ Cocu 29’ Kluivert 67’ | Marcatori |  |

| Arbitro: | Terje Hauge |

|            |           |                                |
| França 26’ | Marcatori | 15’, 16’ Sh. Ameobi 32’ LuaLua |

| Milano 26 febbraio 2003, ore 20:45 CET 4ª giornata | Inter | 0 – 0 referto | Barcellona | Stadio Giuseppe Meazza (78 856 spett.)\| Arbitro: \| Meier \| |
| Arbitro:                                           | Meier |               |            |                                                               |

| Arbitro: | Claus Bo Larsen |

|                             |           |           |
| Shearer 5’, 11’, 36’ (rig.) | Marcatori | 73’ Babić |

| Arbitro: | Batista |

|                       |           |                  |
| Vieri 47’ Córdoba 61’ | Marcatori | 42’, 49’ Shearer |

| Arbitro: | Stéphane Bré |

|                            |           |  |
| Saviola 17’ F. De Boer 49’ | Marcatori |  |

| Arbitro: | Dallas |

|  |           |                      |
|  | Marcatori | 36’ Martins 90’ Emre |

| Arbitro: | Jan Wegereef |

|  |           |                               |
|  | Marcatori | 60’ Kluivert 75’ Thiago Motta |

### Gruppo B
| Squadra  | PT | G | V | N | P | F | S | DR |
| -------- | -- | - | - | - | - | - | - | -- |
| Valencia | 9  | 6 | 2 | 3 | 1 | 5 | 6 | -1 |
| Ajax     | 8  | 6 | 1 | 5 | 0 | 6 | 5 | +1 |
| Arsenal  | 7  | 6 | 1 | 4 | 1 | 6 | 5 | +1 |
| Roma     | 5  | 6 | 1 | 2 | 3 | 7 | 8 | -1 |

| Arbitro: | Micheľ |

|            |           |                    |
| Cassano 4’ | Marcatori | 6’, 70’, 75’ Henry |

| Arbitro: | Gilles Veissière |

|            |           |                 |
| Angulo 90’ | Marcatori | 89’ Ibrahimović |

| Arbitro: | Markus Merk |

|                              |           |               |
| Ibrahimović 11’ Litmanen 66’ | Marcatori | 89’ Batistuta |

| Londra 10 dicembre 2002, ore 20:45 CET 2ª giornata | Arsenal            | 0 – 0 referto | Valencia | Highbury (34 793 spett.)\| Arbitro: \| Kim Milton Nielsen \| |
| Arbitro:                                           | Kim Milton Nielsen |               |          |                                                              |

| Arbitro: | Wolfgang Stark |

|  |           |           |
|  | Marcatori | 78’ Carew |

| Arbitro: | Lucílio Batista |

|            |           |                |
| Wiltord 5’ | Marcatori | 17’ N. De Jong |

| Arbitro: | Frank De Bleeckere |

|  |           |                            |
|  | Marcatori | 24’, 30’ Totti 36’ Emerson |

| Amsterdam 26 febbraio 2003, ore 20:45 CET 4ª giornata | Ajax            | 0 – 0 referto | Arsenal | Amsterdam Arena (51 026 spett.)\| Arbitro: \| Valentin Ivanov \| |
| Arbitro:                                              | Valentin Ivanov |               |         |                                                                  |

| Arbitro: | Urs Meier |

|            |           |               |
| Vieira 12’ | Marcatori | 45+2’ Cassano |

| Arbitro: | Ľuboš Micheľ |

|             |           |                          |
| Pasanen 56’ | Marcatori | 28’ (rig.) Kily González |

| Arbitro: | Herbert Fandel |

|             |           |                  |
| Cassano 24’ | Marcatori | 1’ van der Meyde |

| Arbitro: | Kyros Vassaras |

|                |           |           |
| Carew 34’, 57’ | Marcatori | 49’ Henry |

### Gruppo C
| Squadra           | PT | G | V | N | P | F | S  | DR |
| ----------------- | -- | - | - | - | - | - | -- | -- |
| Milan             | 12 | 6 | 4 | 0 | 2 | 5 | 4  | +1 |
| Real Madrid       | 11 | 6 | 3 | 2 | 1 | 9 | 6  | +3 |
| Borussia Dortmund | 10 | 6 | 3 | 1 | 2 | 8 | 5  | +3 |
| Lokomotiv Mosca   | 1  | 6 | 0 | 1 | 5 | 3 | 10 | -7 |

| Arbitro: | René Temmink |

|                 |           |                       |
| Ignashevich 31’ | Marcatori | 33’ Frings 43’ Koller |

| Arbitro: | Meier |

|                |           |  |
| Shevchenko 40’ | Marcatori |  |

| Arbitro: | Frisk |

|  |           |                |
|  | Marcatori | 49’ F. Inzaghi |

| Arbitro: | Graham Barber |

|               |           |                        |
| Raúl 21’, 76’ | Marcatori | 47’ Obiorah 74’ Mnguni |

| Arbitro: | Veissière |

|              |           |  |
| Tomasson 62’ | Marcatori |  |

| Arbitro: | Ľuboš Micheľ |

|                      |           |            |
| Raúl 43’ Ronaldo 56’ | Marcatori | 30’ Koller |

| Arbitro: | Vassaras |

|  |           |                    |
|  | Marcatori | 34’ (rig.) Rivaldo |

| Arbitro: | Graham Poll |

|            |           |                |
| Koller 23’ | Marcatori | 90+2’ Portillo |

| Arbitro: | Kim Milton Nielsen |

|                        |           |             |
| Raúl 12’, 57’ Guti 86’ | Marcatori | 81’ Rivaldo |

| Arbitro: | Frank De Bleeckere |

|                                   |           |  |
| Frings 39’ Koller 58’ Amoroso 66’ | Marcatori |  |

| Arbitro: | Claude Colombo |

|  |           |             |
|  | Marcatori | 35’ Ronaldo |

| Arbitro: | Barber |

|  |           |            |
|  | Marcatori | 80’ Koller |

### Gruppo D
| Squadra             | PT | G | V | N | P | F  | S  | DR |
| ------------------- | -- | - | - | - | - | -- | -- | -- |
| Manchester Utd      | 13 | 6 | 4 | 1 | 1 | 11 | 5  | +6 |
| Juventus            | 7  | 6 | 2 | 1 | 3 | 11 | 11 | 0  |
| Basilea             | 7  | 6 | 2 | 1 | 3 | 5  | 10 | -5 |
| Deportivo La Coruña | 7  | 6 | 2 | 1 | 3 | 7  | 8  | -1 |

| Arbitro: | Fandel |

|                       |           |                           |
| Tristán 9’ Makaay 11’ | Marcatori | 38’ Birindelli 57’ Nedvěd |

| Arbitro: | Valentin Ivanov |

|               |           |                                      |
| C. Giménez 1’ | Marcatori | 62’, 63’ Van Nistelrooy 69’ Solskjær |

| Arbitro: | Hauge |

|                        |           |  |
| Van Nistelrooy 7’, 55’ | Marcatori |  |

| Arbitro: | Batista |

|                                                               |           |  |
| Trezeguet 3’ Montero 34’ Tacchinardi 43’ Del Piero 51’ (rig.) | Marcatori |  |

| Arbitro: | Nielsen |

|                             |           |              |
| Brown 4’ Van Nistelrooy 85’ | Marcatori | 90+2’ Nedvěd |

| Arbitro: | René Temmink |

|              |           |  |
| H. Yakin 30’ | Marcatori |  |

| Arbitro: | Merk |

|  |           |                                   |
|  | Marcatori | 15’, 41’ Giggs 63’ Van Nistelrooy |

| Arbitro: | Stéphane Bré |

|            |           |  |
| Tristán 4’ | Marcatori |  |

| Arbitro: | Bo Larsen |

|                |           |                |
| G. Neville 53’ | Marcatori | 14’ C. Giménez |

| Arbitro: | Frisk |

|                                       |           |                        |
| Ferrara 12’ Trezeguet 63’ Tudor 90+3’ | Marcatori | 34’ Tristán 52’ Makaay |

| Arbitro: | Hriňák |

|                             |           |  |
| Víctor 32’ Lynch 47’ (aut.) | Marcatori |  |

| Arbitro: | Stark |

|                                 |           |                 |
| Cantaluppi 38’ C. Giménez 90+2’ | Marcatori | 10’ Tacchinardi |